# Csaba Fehér
Csaba Fehér (* 2. September 1975 in Szekszárd) ist ein ehemaliger ungarischer Fußballspieler.

## Spielerkarriere

### Ungarn
Csaba Fehér startete seine Karriere als Fußballer in seiner ungarischen Heimat beim Erstligisten Pécsi Mecsek FC. Dort spielte er von 1992 bis 1996 vier Jahre lang und machte seine ersten Schritte im Profifußball. Anschließend ging er für drei Jahre zum Spitzenclub Újpest Budapest. Mit seinem nächsten Verein, MTK Budapest, holte er den ungarischen Pokal, allerdings verließ er den Verein schon nach einem halben Jahr, um zum belgischen Erstligisten Verbroedering Geel zu wechseln. Auch dort hielt es ihn nur ein halbes Jahr, so dass er bei NAC Breda aus der niederländischen Eredivisie unterschrieb.

### Niederlande
In Breda blieb Csaba Fehér vier Jahre lang, bis er ein Angebot vom Ligarivalen und Topclub PSV Eindhoven erhielt. Dort konnte er sich allerdings in vier Vertragsjahren nie durchsetzen. In seiner ersten Spielzeit absolvierte er vier Partien für PSV, wurde nach nur einem halben Jahr allerdings auch schon weiter verliehen. Es folgte ein halbjähriges Gastspiel bei seinem Ex-Club Újpest Budapest.
Zur neuen Saison wurde Fehér gar nicht erst ins Team zurückgeholt, sondern an den abstiegsbedrohten Erstligisten Willem II Tilburg ausgeliehen. Dot spielte er immerhin 20-mal und konnte einen Treffer zum erfolgreichen Klassenerhalt beisteuern. Aus diesem Grunde holte ihn Eindhoven nach der Saison zurück als Alternative im Mittelfeld, doch erneut verlief die Saison enttäuschend für ihn. Lange war er verletzt, so dass es am Ende nur drei Ligaspiele waren, in denen er auflief. Allerdings wurde er ausgerechnet in der Champions League gleich viermal eingesetzt. Für die Saison 2007/08 war Fehér an seinen Ex-Club NAC Breda ausgeliehen, welcher eine Kaufoption besaß. Von dieser machte der Klub gebrauch und lockte den Defensivspieler im Sommer 2008 endgültig zurück. Fehér spielte bis 2011 für Breda, kehrte dann zu Újpest Budapest zurück. Dort absolvierte er jedoch nur noch ein einziges Ligaspiel.

### International
Csaba Fehér war von 1998 bis 2006 acht Jahre lang ungarischer Nationalspieler. Er lief in 40 Spielen für sein Land auf, ein Tor erzielen konnte er allerdings nie.

## Erfolge
- 1998 – Ungarischer Meister mit Ujpest Budapest
- 2000 – Ungarischer Pokalsieger mit MTK Budapest
- 2005 – Niederländischer Pokalsieger mit PSV Eindhoven
- 2005, 2007 – Niederländischer Meister mit PSV Eindhoven